# Сє Шувей
Сє Шувей (кит.: 謝淑薇, латиницею Hsieh Su-wei, піньїнь: Xiè Shúwéi, 4 січня 1986) — тайванська тенісистка, перша чемпіонка Вімблдону та Відкритого чемпіонату Франції від своєї країни, колишня перша парна ракетка світу.
Сє Шувей у парі з китайською тенісисткою Пен Шуай виграли Вімблдонський турнір 2013 у парному розряді, що стало найвищим досягненням спортсменки на турнірах Великого шлему. У кінці сезону 2013 року китайсько-тайванська пара виграла Чемпіонат WTA, а 2014 року — Відкритий чемпіонат Франції в парному розряді.
Третій парний титул Великого шлему Сє виграла в парі з чешкою Барборою Стрицовою на Вімблдоні 2019.
В одиночному розряді Сє Шувей має, станом на вересень 2018, три перемоги в турнірах WTA.

## Значні фінали

### Фінали турнірів Великого шлему

#### Парний розряд: 10 (7 титулів, 3 поразки)
| Результат | Рік  | Турнір                                | Поверхня | Партнерка        | Супротивниці                       | Рахунок            |
| --------- | ---- | ------------------------------------- | -------- | ---------------- | ---------------------------------- | ------------------ |
| Перемога  | 2013 | Вімблдон                              | Трава    | Пен Шуай         | Ешлі Барті Кейсі Деллаква          | 7–6 (7–1), 6–1     |
| Перемога  | 2014 | French Open                           | Ґрунт    | Пен Шуай         | Сара Еррані Роберта Вінчі          | 6–4, 6–1           |
| Перемога  | 2019 | Wimbledon                             | Трава    | Барбора Стрицова | Габріела Дабровскі Сюй Їфань       | 6–2, 6–4           |
| Поразка   | 2020 | Australian Open                       | Тверде   | Барбора Стрицова | Тімеа Бабош Крістіна Младенович    | 2–6, 1–6           |
| Перемога  | 2021 | Wimbledon (3)                         | Трава    | Елісе Мертенс    | Вероніка Кудерметова Олена Весніна | 3–6, 7–5, 9–7      |
| Перемога  | 2023 | French Open (2)                       | Ґрунт    | Ван Сіньюй       | Лейла Фернандес Тейлор Таунсенд    | 1–6, 7–6(7–5), 6–1 |
| Перемога  | 2023 | Wimbledon (4)                         | Трава    | Барбора Стрицова | Сторм Гантер Елісе Мертенс         | 7–5, 6–4           |
| Перемога  | 2024 | Australian Open                       | Тверде   | Елісе Мертенс    | Людмила Кіченок Олена Остапенко    | 6–1, 7–5           |
| Поразка   | 2025 | Australian Open                       | Тверде   | Олена Остапенко  | Катержина Сінякова Тейлор Таунсенд | 6–2, 6–7(4–7), 6–3 |
| Поразка   | 2025 | Вімблдонський турнір, Велика Британія | Трава    | Олена Остапенко  | Вероніка Кудерметова Елісе Мертенс | 3–6, 6–2, 6–4      |

#### Мікст: 2 (2 титули)
| Результат | Рік  | Турнір               | Покриття | Партнер       | Опоненти                          | Рахунок                |
| --------- | ---- | -------------------- | -------- | ------------- | --------------------------------- | ---------------------- |
| Перемога  | 2024 | Australian Open      | Тверде   | Ян Зелінський | Дезіре Кравчик Ніл Скупскі        | 6–7 (5–7), 6–4, [11-9] |
| Перемога  | 2024 | Вімблдонський турнір | Трава    | Ян Зелінський | Джуліана Ольмос Сантьяго Гонсалес | 6–4, 6–2               |

### Підсумкові турніри року

#### Пари: 1 титул, 3 поразки
| Результат | Рік  | Турнір                  | Поверхня      | Партнерка        | Супротивниці                          | Рахунок  |
| --------- | ---- | ----------------------- | ------------- | ---------------- | ------------------------------------- | -------- |
| Перемога  | 2013 | Стамбул                 | Хард (в залі) | Пен Шуай         | Катерина Макарова Олена Весніна       | 6–4, 7–5 |
| Поразка   | 2014 | Сингапур                | Хард (в залі) | Пен Шуай         | Кара Блек Саня Мірза                  | 1–6, 0–6 |
| Поразка   | 2019 | WTA Фінали, Shenzhen    | Тверде (i)    | Барбора Стрицова | Тімеа Бабош Крістіна Младенович       | 1–6, 3–6 |
| Поразка   | 2021 | WTA Фінали, Guadalajara | Тверде        | Елісе Мертенс    | Барбора Крейчикова Катержина Сінякова | 3–6, 4–6 |

### Прем'єрні обов'язкові та з чільних 5

#### Пари: 14 (13 титулів)
| Результат | Рік  | Турнір                         | Поверхня | Партнерка        | Супротивниці                        | Рахунок           |
| --------- | ---- | ------------------------------ | -------- | ---------------- | ----------------------------------- | ----------------- |
| Перемога  | 2009 | Italian Open, Рим              | Ґрунт    | Пен Шуай         | Даніела Гантухова Ай Сугіяма        | 7–5, 7–6 (7–5)    |
| Перемога  | 2009 | China Open, Пекін              | Хард     | Пен Шуай         | Алла Кудрявцева Катерина Макарова   | 6–3, 6–1          |
| Перемога  | 2013 | Italian Open, Рим              | Ґрунт    | Пен Шуай         | Сара Еррані Роберта Вінчі           | 4–6, 6–3, [10–8]  |
| Перемога  | 2013 | Мастерс Цинциннаті             | Хард     | Пен Шуай         | Анна-Лена Гренефельд Квета Пешке    | 2–6, 6–3, [12–10] |
| Перемога  | 2014 | Qatar Total Open, Доха         | Хард     | Пен Шуай         | Квета Пешке Катарина Среботнік      | 6–4, 6–0          |
| Перемога  | 2014 | BNP Paribas Open, Індіан-Веллз | Хард     | Пен Шуай         | Кара Блек Саня Мірза                | 7–6 (7–5), 6–2    |
| Поразка   | 2017 | Cincinnati Open                | Хард     | Моніка Нікулеску | Латіша Чжань Мартіна Хінгіс         | 6–4, 4–6, [7–10]  |
| Перемога  | 2018 | Indian Wells Masters           | Хард     | Барбора Стрицова | Катерина Макарова Олена Весніна     | 6–4, 6–4          |
| Перемога  | 2019 | Dubai Open                     | Хард     | Барбора Стрицова | Луціє Градецька Катерина Макарова   | 6–4, 6–4          |
| Перемога  | 2019 | Madrid Open                    | Ґрунт    | Барбора Стрицова | Габріела Дабровскі Сюй Їфань        | 6–3, 6–1          |
| Перемога  | 2020 | Катар Ladies Open (2)          | Тверде   | Барбора Стрицова | Габріела Дабровскі Олена Остапенко  | 6–2, 5–7, [10–2]  |
| Перемога  | 2020 | Italian Open (3)               | Ґрунт    | Барбора Стрицова | Анна-Лена Фрідзам Ралука Олару      | 6–2, 6–2          |
| Перемога  | 2021 | Indian Wells Open (3)          | Тверде   | Елісе Мертенс    | Вероніка Кудерметова Олена Рибакіна | 7–6(7–1), 6–3     |
| Перемога  | 2024 | Indian Wells Open (4)          | Тверде   | Елісе Мертенс    | Сторм Гантер Катержина Сінякова     | 6–3, 6–4          |

## Фінали турнірів WTA

### Одиночний розряд: 3 титули
| Результат | В–П | Дата     | Турнір                       | Категорія     | Супротивниця | Рахунок          |                     |
| --------- | --- | -------- | ---------------------------- | ------------- | ------------ | ---------------- | ------------------- |
| Перемога  | 1–0 | Бер 2012 | Malaysian Open, Малайзія     | International | Хард         | Петра Мартич     | 2–6, 7–5, 4–1 прип. |
| Перемога  | 2–0 | Вер 2012 | Guangzhou Open, China        | International | Хард         | Лора Робсон      | 6–3, 5–7, 6–4       |
| Перемога  | 3–0 | Вер 2018 | Japan Women's Open, Хіросіма | International | Хард         | Аманда Анісімова | 6–2, 6–2            |

### Парний розряд: 54 (35 титулів, 19 поразок)
| Результат | №     | Дата              | Турнір                                            | Категорія     | Поверхня   | Партнерка          | Супротивниці                                 | Рахунок                    |
| --------- | ----- | ----------------- | ------------------------------------------------- | ------------- | ---------- | ------------------ | -------------------------------------------- | -------------------------- |
| Поразка   | 1.    | 3 October 2004    | Hansol Korea Open, Seoul                          |               | Хард       | Чуан Чіацзюн       | Чо Юнчун Чон Мі Ра                           | 3–6, 6–1, 5–7              |
| Поразка   | 2.    | 6 January 2007    | ASB Classic, Auckland                             |               | Хард       | Шіха Уберой        | Жанетт Гусарова Паола Суарес                 | 0–6, 2–6                   |
| Поразка   | 3.    | 18 February 2007  | Bangalore Open                                    |               | Хард       | Алла Кудрявцева    | Чань Юнцзань Chuang Chia-jung                | 7–6(7–4), 2–6, [9–11]      |
| Перемога  | 1.    | 23 September 2007 | China Open, Beijing                               |               | Хард       | Chuang Chia-jung   | Хань Сіньюн Сю Іфань                         | 7–6(7–2), 6–2              |
| Перемога  | 2.    | 30 September 2007 | Hansol Korea Open, Seoul                          |               | Хард       | Chuang Chia-jung   | Елені Даніліду Ясмін Вер                     | 6–2, 6–2                   |
| Поразка   | 4.    | 10 February 2008  | Pattaya Women's Open                              |               | Хард       | Ваня Кінґ          | Chan Yung-jan Chuang Chia-jung               | 4–6, 3–6                   |
| Поразка   | 5.    | 17 August 2008    | Western & Southern Open, Cincinnati               |               | Хард       | Ярослава Шведова   | Марія Кириленко Надія Петрова                | 3–6, 6–4, [8–10]           |
| Перемога  | 3.    | 14 September 2008 | Commonwealth Bank Tennis Classic, Bali            |               | Хард       | Пен Шуай           | Марта Домаховська Nadia Petrova              | 6–7(4–7), 7–6(7–3), [10–7] |
| Перемога  | 4.    | 28 September 2008 | Hansol Korea Open, Seoul                          |               | Хард       | Chuang Chia-jung   | Віра Душевіна Maria Kirilenko                | 6–3, 6–0                   |
| Перемога  | 5.    | 16 January 2009   | Medibank International Sydney                     |               | Хард       | Peng Shuai         | Наталі Деші Кейсі Деллаква                   | 6–0, 6–1                   |
| Перемога  | 6.    | 9 May 2009        | Internazionali BNL d'Italia, Rome                 |               | Clay       | Peng Shuai         | Даніела Гантухова Суґіяма Ай                 | 7–5, 7–6(7–5)              |
| Перемога  | 7.    | 11 October 2009   | China Open, Beijing                               |               | Хард       | Peng Shuai         | Алла Кудрявцева Катерина Макарова            | 6–3, 6–1                   |
| Перемога  | 8.    | 24 September 2011 | Guangzhou International Women's Open              |               | Хард       | Чжен Сайсай        | Чжань Цзіньвей Хань Сіньюн                   | 6–2, 6–1                   |
| Перемога  | 9.    | 18 June 2012      | Aegon Classic, Birmingham                         |               | Grass      | Тімеа Бабош        | Лізель Губер Ліза Реймонд                    | 7–5, 6–7(2–7), [10–8]      |
| Перемога  | 10.   | 19 May 2013       | Internazionali BNL d'Italia, Rome                 |               | Clay       | Peng Shuai         | Сара Еррані Роберта Вінчі                    | 4–6, 6–3, [10–8]           |
| Перемога  | 11.   | 6 July 2013       | Wimbledon Championships, London                   |               | Grass      | Peng Shuai         | Ешлі Барті Casey Dellacqua                   | 7–6(7–1), 6–1              |
| Перемога  | 12.   | 18 August 2013    | Western & Southern Open, Cincinnati               |               | Хард       | Peng Shuai         | Анна-Лена Гренефельд Квета Пешке             | 2–6, 6–3, [12–10]          |
| Перемога  | 13.   | 21 September 2013 | Guangzhou International Women's Open              |               | Хард       | Peng Shuai         | Vania King Галина Воскобоєва                 | 6–3, 4–6, [12–10]          |
| Перемога  | 14.   | 27 жовтня 2013    | Фінал WTA, Стамбул                                |               | Хард (i)   | Peng Shuai         | Катерина Макарова Олена Весніна              | 6–4, 7–5                   |
| Перемога  | 15.   | 16 February 2014  | Qatar Total Open, Doha                            |               | Хард       | Peng Shuai         | Квета Пешке Катарина Среботнік               | 6–4, 6–0                   |
| Перемога  | 16.   | 15 March 2014     | BNP Paribas Open, Indian Wells                    |               | Хард       | Peng Shuai         | Кара Блек Саня Мірза                         | 7–6(7–5), 6–2              |
| Перемога  | 17.   | 8 June 2014       | French Open, Paris                                |               | Clay       | Peng Shuai         | Sara Errani Roberta Vinci                    | 6–4, 6–1                   |
| Поразка   | 6.    | 26 October 2014   | WTA Finals, Singapore                             |               | Хард (i)   | Peng Shuai         | Cara Black Sania Mirza                       | 1–6, 0–6                   |
| Поразка   | 7.    | 28 February 2015  | Qatar Total Open, Doha                            |               | Хард       | Sania Mirza        | Ракель Копс-Джонс Абігейл Спірс              | 4–6, 4–6                   |
| Перемога  | 18.   | 26 February 2017  | Hungarian Ladies Open, Budapest                   |               | Хард (i)   | Оксана Калашнікова | Аріна Родіонова Galina Voskoboeva            | 6–3, 4–6, [10–4]           |
| Перемога  | 19.   | 16 April 2017     | Ladies Open Biel Bienne                           |               | Хард (i)   | Моніка Нікулеску   | Тімеа Бачинскі Мартіна Хінгіс                | 5–7, 6–3, [10–7]           |
| Поразка   | 8.    | 20 August 2017    | Cincinnati Open                                   |               | Хард       | Моніка Нікулеску   | Chan Yung-jan Мартіна Хінгіс                 | 6–4, 4–6, [7–10]           |
| Поразка   | 9.    | 23 February 2018  | Dubai Tennis Championships                        |               | Хард       | Peng Shuai         | Чжань Хаоцін Ян Чжаосюань                    | 6–4, 2–6, [6–10]           |
| Перемога  | 20.   | 16 March 2018     | Indian Wells Masters                              |               | Хард       | Барбора Стрицова   | Катерина Макарова Олена Весніна              | 6–4, 6–4                   |
| Поразка   | 10.   | 25 серпня 2018    | Connecticut Open                                  |               | Хард       | Лаура Зігемунд     | Андреа Сестіні Главачкова Барбора Стрицова   | 4–6, 7–6(9–7), [4–10]      |
| Поразка   | 20-11 | Вер 2018          | Korea Open, Korea                                 | International | Hard       | Hsieh Yu-chieh     | Choi Ji-hee Han Na-lae                       | 3–6, 2–6                   |
| Перемога  | 21–11 | Лют 2019          | Dubai Championships, UAE                          | Premier 5     | Hard       | Barbora Strýcová   | Луціє Градецька Катерина Макарова            | 6–4, 6–4                   |
| Перемога  | 22–11 | Тра 2019          | Madrid Open, Spain                                | Premier M     | Clay       | Barbora Strýcová   | Габріела Дабровскі Сю Іфань                  | 6–3, 6–1                   |
| Перемога  | 23–11 | Чер 2019          | Birmingham Classic, United Kingdom                | Premier       | Hard       | Barbora Strýcová   | Anna-Lena Grönefeld Демі Схурс               | 6–4, 6–7(4–7), [10–8]      |
| Перемога  | 24–11 | Лип 2019          | Wimbledon, UK (2)                                 | Grand Slam    | Трава      | Барбора Стрицова   | Габріела Дабровскі Сюй Іфань                 | 6–2, 6–4                   |
| Поразка   | 24–12 | Вер 2019          | Toray Pan Pacific Open, Японія                    | Premier       | Тверде     | Hsieh Yu-chieh     | Латіша Чжань Чжань Хаоцін                    | 5–7, 5–7                   |
| Поразка   | 24–13 | Лис 2019          | WTA Фінали, КНР                                   | Фінали        | Тверде (i) | Барбора Стрицова   | Тімеа Бабош Крістіна Младенович              | 1–6, 3–6                   |
| Перемога  | 25–13 | Січ 2020          | Brisbane International, Австралія                 | Premier       | Тверде     | Барбора Стрицова   | Ешлі Барті Кікі Бертенс                      | 3–6, 7–6(9–7), [10–8]      |
| Поразка   | 25–14 | Січ 2020          | Відкритий чемпіонат Австралії з тенісу, Австралія | Grand Slam    | Тверде     | Барбора Стрицова   | Тімеа Бабош Крістіна Младенович              | 2–6, 1–6                   |
| Перемога  | 26–14 | 2020              | Dubai Championships, UAE (2)                      | Premier       | Тверде     | Барбора Стрицова   | Барбора Крейчикова Чжен Сайсай               | 7–5, 3–6, [10–5]           |
| Перемога  | 27–14 | Лют 2020          | Катар Open, Катар (2)                             | Premier 5     | Тверде     | Барбора Стрицова   | Габріела Дабровскі Олена Остапенко           | 6–2, 5–7, [10–2]           |
| Перемога  | 28–14 | Вер 2020          | Italian Open, Італія (3)                          | Premier 5     | Ґрунт      | Барбора Стрицова   | Анна-Лена Фрідзам Ралука Олару               | 6–2, 6–2                   |
| Перемога  | 29–14 | Лип 2021          | Wimbledon, UK (3)                                 | Grand Slam    | Трава      | Елісе Мертенс      | Вероніка Кудерметова Весніна Олена Сергіївна | 3–6, 7–5, 9–7              |
| Перемога  | 30–14 | Жов 2021          | Indian Wells Open, U.S. (3)                       | WTA 1000      | Тверде     | Елісе Мертенс      | Вероніка Кудерметова Олена Рибакіна          | 7–6(7–1), 6–3              |
| Поразка   | 30–15 | Лис 2021          | WTA Фінали, Мексика                               | Фінали        | Тверде     | Елісе Мертенс      | Барбора Крейчикова Катержина Сінякова        | 3–6, 4–6                   |
| Перемога  | 31–15 | 2023              | French Open, Франція (2)                          | Grand Slam    | Ґрунт      | Ван Сіньюй         | Лейла Фернандес Тейлор Таунсенд              | 1–6, 7–6(7–5), 6–1         |
| Перемога  | 32–15 | Лип 2023          | Wimbledon, UK (4)                                 | Grand Slam    | Трава      | Барбора Стрицова   | Сторм Гантер Елісе Мертенс                   | 7–5, 6–4                   |
| Перемога  | 33–15 | Січ 2024          | Australian Open, Австралія                        | Grand Slam    | Тверде     | Елісе Мертенс      | Людмила Кіченок Олена Остапенко              | 6–1, 7–5                   |
| Перемога  | 34–15 | Бер 2024          | Indian Wells Open, U.S. (4)                       | WTA 1000      | Тверде     | Елісе Мертенс      | Сторм Гантер Катержина Сінякова              | 6–3, 6–4                   |
| Перемога  | 35–15 | Чер 2024          | Birmingham Classic, UK (3)                        | WTA 250       | Трава      | Елісе Мертенс      | Като Мію Чжан Шуай                           | 6–1, 6–3                   |
| Поразка   | 35–16 | Січ 2025          | Відкритий чемпіонат Австралії з тенісу            | Grand Slam    | None       | Олена Остапенко    | Катержина Сінякова Тейлор Таунсенд           | 6–2, 6–7(4–7), 6–3         |
| Поразка   | 35–17 | Лют 2025          | Dubai Tennis Championships                        | WTA 1000      | Тверде     | Олена Остапенко    | Катержина Сінякова Тейлор Таунсенд           | 7–6(7–5), 6–4              |
| Поразка   | 35–18 | Чер 2025          | Eastbourne Open, Велика Британія                  | WTA 250       | Трава      | Мая Джойнт         | Маріє Боузкова Анна Даніліна                 | 6–4, 7–5                   |
| Поразка   | 35–19 | Чер 2025          | Вімблдонський турнір, Велика Британія             | Grand Slam    | Трава      | Олена Остапенко    | Вероніка Кудерметова Елісе Мертенс           | 3–6, 6–2, 6–4              |

## Виноски
1. 1 2  Player Profile // WTA website